# Тервалампи
Тервалампи — пресноводное озеро на территории Чалнинского сельского поселения Пряжинского района Республики Карелии.

## Общие сведения
Площадь озера — 1 км². Располагается на высоте 105,4 метров над уровнем моря.
Форма озера продолговатая: оно почти на два километра вытянуто с юго-запада на северо-восток. Берега преимущественно заболоченные.
Из юго-западной оконечности Тервалампи вытекает безымянный водоток, впадающий с левого берега в реку Сяпсю, впадающую в Вагатозеро. Через последнее протекает река Шуя.
Двумя километрами к северо-востоку от водоёма располагается остановочный пункт Кутижма, через который проходит линия железной дороги Петрозаводск — Суоярви.
Код объекта в государственном водном реестре — 01040100111102000017266.